# 李皓晴
李皓晴 （リ・ホチン、Lee Ho Ching、1992年11月24日 - ）は香港の卓球選手。
Tリーグの日本ペイントマレッツに所属していた。
2016年リオデジャネイロオリンピックでは、香港代表として女子シングルスと女子団体に出場した。
2020年東京オリンピックでは、ドー・ホイカン、蘇慧音とともに女子団体の銅メダルを獲得した。

## 初期
St. Rose of Lima's School を卒業し、Diocesan 女子学校で学んだ。15歳で中退し、本格的にスポーツの道を歩むことになった。

## 経歴

### 2021年
東京オリンピックの女子団体にドー・ホイカン、蘇慧音とともに出場した。ドイツを3-1で下して銅メダルを獲得し、オリンピックの団体戦では香港初、卓球で2個目のメダルを獲得した 。